# Камінь, що розмовляє
«Ка́мінь, що розмовля́є» (англ. A Loint of Paw) — науково-фантастичне оповідання американського письменника  Айзека Азімова, вперше опубліковане у жовтні 1955 року журналом «The Magazine of Fantasy & Science Fiction». Увійшло до збірки «Детективи Азімова» (1968).

## Сюжет
Ларі Верданський, технік-ремонтник космічних кораблів, єдиний працівник ремонтної станції розташованої посеред астероїдного поясу. Він цікавиться «сіліконіями» — кремнієвою формою життя, яка живе на астероїдах, живиться гамма-променями від радіоактивних руд і може виростати до кількох футів у розмірах. Деякі з них володіють телепатією.
Коли на станцію прилітає ремонтуватись вантажне судно, Ларі замічає футового «сіліконія», і припускає, що команда знайшла астероїд зі значним родовищем урану. Він повідомляє про це владі, але до того як корабель наздоганяють, він зазнає аварії від зіткнення з метеороїдом. Команда гине, а знайдений «сіліконій» перед смертю повідомляє, що координати його дому знаходиться «на астероїді».
Доктор Вендел Ерс, дізнавшись про спосіб вивчення «сіліконієм» англійської мови, доводить, що координати його домашнього астероїда знаходяться на корпусі розбитого корабля, оскільки для «сіліконія» той корабель підпадає під визначення астероїда.